# Бороздин, Матвей Корнилович
Матвей Корнилович Бороздин (1753, Псковская губерния — 1817, Санкт-Петербург) — тайный советник, сенатор.
Младший сын генерал-аншефа К. Б. Бороздина, брат Василия Корниловича Бороздина.

## Биография
Родился 30 июня (11 июля) 1753 года в имении Ладино (Новоржевский уезд, Псковская губерния).
В молодости он был записан на службу в артиллерию и на восемнадцатом году от роду, будучи уже в офицерских чинах, сражался при Ларге и Кагуле. Но вскоре домашние обстоятельства принудили его удалиться в свои поместья, и в 1777 году с чином капитана артиллерии он вышел в отставку.
Частная земельная тяжба с одним из соседей, заставила Бороздина внимательно изучить наше законодательство, что позволило ему впоследствии поступить на службу по судебному ведомству и достигнуть весьма видного положения. Был назначен 16 июня 1810 года сенатором. Оставил по себе память беспристрастного судьи, что так редко встречалось в то время.
Умер в Санкт-Петербурге августе 1817 года. Тело его погребено в монастыре Св. Саввы Вишерского.
Был женат на Варваре Ивановне Панфиловой (1751—1818). Их дети: Константин Матвеевич (1781—1848), Владимир Матвеевич (1783—1865), Елена (?—1856), Александр (1786—1840), Варвара (?—29.04.1870).